# Nguyễn Lộc
Großmeister Nguyễn Lộc (* 24. Mai 1912 im Dorf Huu Bang im Distrikt Thach That in Hanoi, ehemals Provinz Son Tay, in Nordvietnam; † 29. April 1960) ist Begründer der vietnamesischen Kampfkunst Vovinam Viêt Võ Dao.

## Kindheit
Lộc Nguyễn wurde als ältester von fünf Kindern geboren. Seine Eltern Dinh Xuyên Nguyễn und Thị Hoa Nguyễn zogen oft um, zum Teil bedingt durch die Besatzung Vietnams durch die Franzosen. Sie siedelten sich schließlich in der Nähe von Hà Nội an. Seine Kindheit war daher schwierig.

## Entwicklung des Vovinam
Als Lộc Nguyễn alt genug war, bat sein Vater einen alten Meister der Kampfkünste Lộc Nguyễn in den traditionellen Kampfkünsten und im Ringen zu unterrichten. Dies sollte neben der Fähigkeit zur Selbstverteidigung auch die Gesundheit stärken.
In den folgenden Jahren studierte er die traditionellen Kampfkünste, Ringen, fernöstliche Philosophien.
1938 stellte Lộc Nguyễn seinen eigenen Stil „Vovinam“ vor.
Nach einer Vorführung 1939 in Hà Nội verbreitete sich Vovinam schnell im ganzen Land.

## Tod
Mit seinem Tod 1960 übernahm Großmeister Le Sang die Führung und weltweite Weiterverbreitung des Vovinam.